# Ultimate Mortal Kombat 3
Ultimate Mortal Kombat 3 är Mortal Kombat 3 men med sju nya karaktärer (varav tre hemliga), nya bakgrunder samt möjligheten till jump-in combo.